# スローライフ (企業)
有限会社スローライフ（英称:Slow Life Co.,Ltd.）は、兵庫県たつの市に本社を置く不動産会社である。兵庫県、岡山県を中心とした田舎暮らし向けの物件を中心に扱っている。不動産業以外に太陽光発電事業やモーターパラグライダーを使った航空写真事業、安心野菜を提供する飲食店なども経営する。

## 概要
創業者である芦田考正が自らの人生観をもとに、田舎暮らしなど自然と調和したスローライフな生活スタイルの提案を企図した田舎物件を中心に紹介する不動産会社として設立。団塊の世代の定年に端を発した2007年問題などが話題になる時期とも重なる一方で、老後を都会を離れ田舎や地方で、のんびり自由に暮らそうとする人たちの行動もまた世相を象徴するようになった。この時期に、移住先として人気のあった沖縄（石垣島）などでは地価の高騰を招いていた。こういった時期とも重なり、田舎物件を専門に扱う不動産業者のユニークな活動として神戸新聞社、読売テレビで紹介される。最近では、スローフードを提唱した飲食業などへの取り組みも始めている。

## 沿革[5]
- 2005年（平成17年）5月24日、田舎物件専門の不動産会社有限会社スローライフを岡山県勝田郡奈義町高円で創業。
- 2006年（平成18年）11月17日、 兵庫県たつの市龍野町日山へ本店を移転。団塊の世代の定年の時期とも重なり急速に売り上げを伸ばす。
- 2010年（平成22年）7月、当時まだ珍しかった田舎物件を専門に扱うユニークな不動産業者としての活動が読売テレビの目にとまり、『土曜はダメよ!』の人気コーナー「ギョーテン! 住宅情報!! 小枝不動産」に抜擢、芦田自らが桂小枝とともに茶の間に登場し、ユニークな物件を紹介していく[4]。
- 2011年（平成23年）5月24日、 田舎物件以外の不動産も扱う店舗として2号店を兵庫県加東市社に出店。
- 2013年（平成25年）5月、安心して食べられる地産地消野菜を使ったスローフードを扱う飲食店 「龍丸商店」を展開。

## 事業所
- 本社 - 兵庫県たつの市龍野町日山61-1

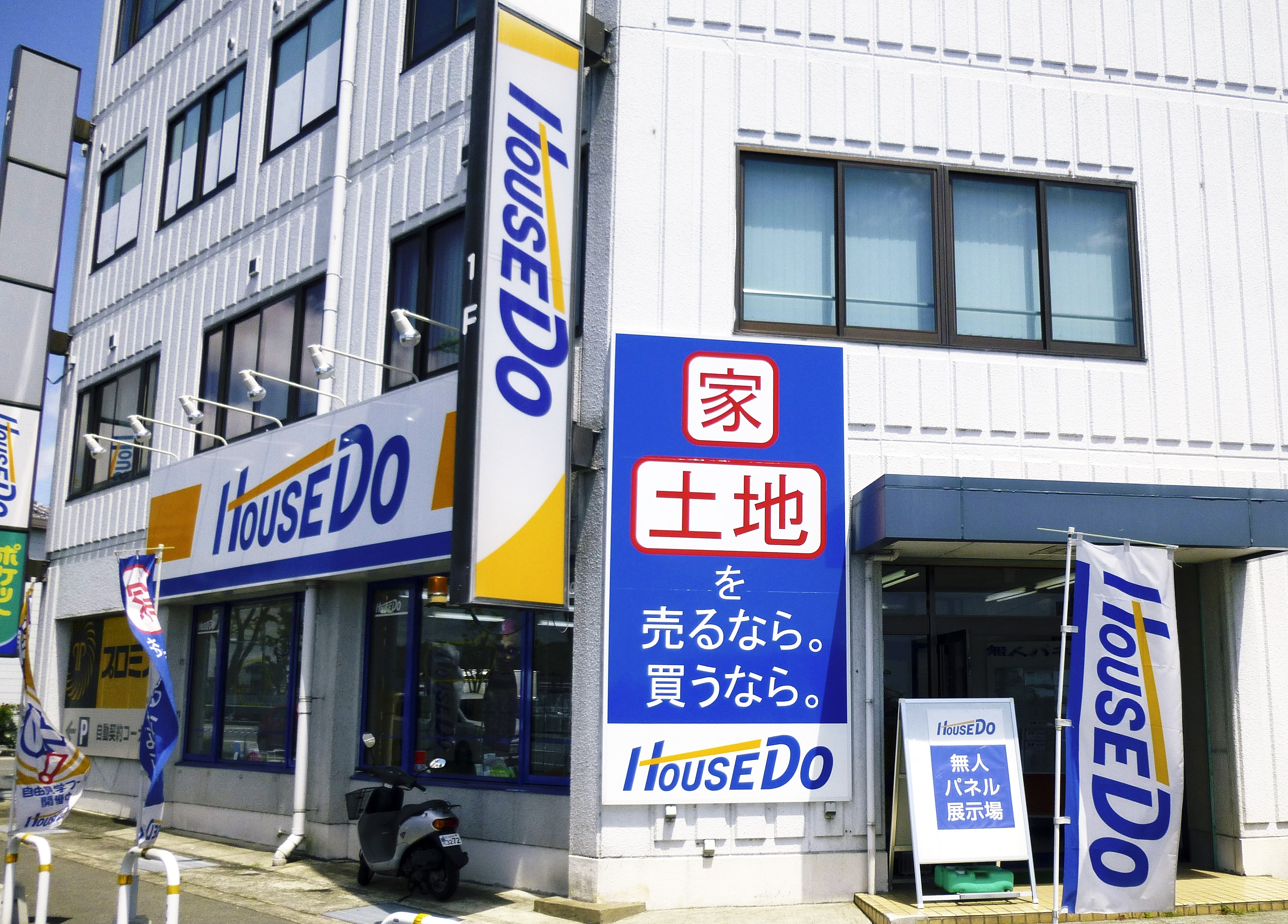
スローライフ 北はりま店

- 加東市支店（ハウスドゥ！ 北はりま店） - 兵庫県加東市社1071-1[6]